# Estádio do Bessa
L'Estádio do Bessa és un estadi de futbol de la ciutat de Porto a Portugal.
Està situat al barri de Boavista de la ciutat portuària, i és l'estadi utilitzat pel Boavista Futebol Clube. Fou inaugurat l'any 1972. L'estadi ha estat reconstruït l'any 2003, amb un cost de 45.164.726 euros, amb motiu de la celebració del Campionat d'Europa de futbol, essent rebatejat amb el nom Estádio do Bessa Século XXI. Té una capacitat per a 28.263 espectadors.